# Храм Димитрия Солунского (Морево)
Храм Дими́трия Солу́нского — православный храм в селе Морево Дмитровского района Орловской области. Самая старая из сохранившихся и первая каменная церковь на территории современного Дмитровского района. Памятник архитектуры и градостроительства федерального значения.

## История
Деревянный православный храм, освящённый в честь великомученика Димитрия Солунского, упоминается в Морево с 1620-х годов. На протяжении XVII века к приходу храма, помимо жителей села, было приписано население соседних деревень — Горбуновки, Кузьминки, Мошков и Соломина. По мере возникновения церковных приходов в Дмитровске и Соломино, в приходе Дмитриевского храма остались только село Морево и деревня Мошки.
В 1640-е годы в Дмитриевском храме служил священник Даниил, бывший вдовцом. Псаломщиком был Некрас Трофимов, у которого была жена Дарья Иванова дочь. Односельчане подозревали Дарью в том, что она наводила порчу на неугодных ей людей. В частности, она навела порчу на жителя Морева Федку Филипова, сделав его скопцом. Имелось и множество других случаев наведения порчи Дарьей. Известия о том, что в Морево живёт колдунья, дошли до Севска. По указу государя и севских воевод Замятни Фёдоровича Леонтьева и Ивана Семёновича Кобыльского для расследования этого дела 26 января 1648 года из Стародуба в Морево прибыл Григорий Ферапонтьев сын Новосильцов. Он допрашивал священника Дмитриевского храма Даниила, а также прихожан из Морева, Соломина, Горбуновки и Кузьминки, которые подтвердили слухи о деяниях Дарьи.
Строительство каменного храма началось в 1703 году и продолжалось 8 лет. Церковь была построена над родником с таким расчётом, чтобы из под её стен вытекали воды источника. По преданию, зодчий, строивший её, был родом из Греции и пытался создать подобие знаменитого храма Димитрия Солунского, возведенного императором Юстинианом в городе Солунь, поставив церковь над струившимся из-под неё источником. До 1706 года в храме служил наёмный священник Парфён Афанасьев, который перешёл в малороссийские города. После этого священником был Федор Анисьев, а псаломщиком — его дядя, Павел Петров.
Новый, каменный храм был освящён в 1711 году в честь великомученика Димитрия Солунского. В 1723 году здесь отпевали тело Дмитрия Кантемира, основателя Дмитровска, так как храм в Дмитровске ещё не был достроен. В 1800 году была проведена реконструкция храма. В 1850-е годы к нему была пристроена деревянная колокольня (до наших дней не сохранилась). Более древняя деревянная колокольня довольно изящного рисунка раньше стояла отдельно. Уже в XIX веке храм начал приходить в ветхость, чему способствовал и бивший из-под него источник. В 1905 году в «Историческом описании церквей, приходов и монастырей Орловской епархии» о нём писали, что «…еще столетие едва ли удержат стены храм». Для того, чтобы церковь не рухнула к реке, стены трапезной усилили контрфорсами. Святыней храма являлась икона Нерукотворного Образа Спасителя, являвшаяся, по словам очевидцев, точной копией одноимённой иконы, хранившейся в домике Петра I в Петербурге. Дмитриевский храм относился ко 2-му участку Дмитровского благочиния.

### Начало XX века
В начале XX века при храме имелось 36 десятин церковной земли (почти 40 гектаров), причт состоял из двух человек: священника и псаломщика. В 1903 году в приходе числилось 590 душ мужского пола; причт ежегодно получал 500 рублей братских доходов и 400 рублей казённого жалования. В начале XX века священники и псаломщики храма часто менялись. В 1907 году приходским советом храма было собрано 200 рублей на новый иконостас.
Храм несколько раз посещали орловские епископы: Серафим (7 июня 1906 года), Александр (22 сентября 1909 года), Григорий (4 июля 1911 года).
В 1913 году был проведён текущий ремонт церкви. По данным 1913—1918 годов, при храме имелся церковный дом, казённое жалование причта составляло 400 рублей в год. На 1 января 1914 года в приходе церкви было 1330 человек (656 мужского пола и 674 женского). На 1 января 1916 года прихожанами храма были 1447 человек (723 мужского пола и 724 женского).
Церковь была закрыта в 1930-е годы. После окончания Великой Отечественной войны использовалась как склад.

## Современное состояние
Постановлением Совета Министров РСФСР «О дальнейшем улучшении дела охраны памятников культуры в РСФСР» № 1327 от 30 августа 1960 года Дмитриевский храм был признан памятником архитектуры государственного значения. На здании храма была установлена памятная табличка с надписью: «Министерство культуры РСФСР. Памятник архитектуры церковь Дмитрия Солунского. Сооружена в 1721 году. Охраняется государством».
В начале 1990-х годов церковь была передана общине верующих. 30 мая 2014 года была зарегистрирована местная религиозная организация — Православный приход Свято-Дмитриевского храма села Морево. Церковь является приписной к храму Димитрия Солунского города Дмитровска. Богослужения проводятся в храме по большим церковным праздникам. Настоятель — протоиерей Валерий Борисович Палкин.

## Архитектура
Храм построен в стиле, сочетающем черты Нарышкинского барокко с более древними, традиционными приёмами, издавна применявшимися при строительстве православных церквей. В конструкции храма преобладают архитектурные детали XVII века. Относится к традиционному крестово-купольному типу. Форма здания — четверик, перекрытый сомкнутым сводом. Архивольты этих пышных и крупных порталов частично закрывают профили карнизов, почти соприкасаясь с наличниками восточных окон на боковых фасадах. Западных окон нет вообще. Здание церкви имеет характерные для XVII века парные колонки с ребром уголка между ними. В первом ярусе в их основании сделаны ширинки. Каждый наличник завершают фигурные разорванные фронтоны с гребнями. Между окнами северной стены выложен небольшой киот. Кирпичные стены храма были покрыты обмазкой. Они завершены четырьмя декоративными закомарами, за которыми поднимается сомкнутый свод с восьмериком. Углы восьмерика украшены колонками на консолях, которые закрыты куполообразной кровлей и железной обивкой главы, сделанных при обновлении храма в 1800 году. Особенность фасадного убранства этой церкви — лекальные кирпичи с круглыми выступами, сгруппированными по три и вписанными между консолями карнизов. Внутри храма стены, переходящие в лотки свода, прорезаны под пятами свода многочисленными голосниками. Внутри церкви необычны своды алтаря. Три апсиды уже снаружи кажутся слитными. Не имеют они перегородок и изнутри. Западная часть алтаря перекрыта сомкнутым сводом, который без резких членений распадается к востоку на три ветви, соответствующие апсидам. Своды над окнами прорезают распалубки.

## Причт и старосты храма

### Священники
- Даниил (1640-е годы)
- Парфён Афанасьев (? — 1706 год)
- Фёдор Анисьев (упоминается в 1707 году)
- Пётр Лосев (? — 4 октября 1901) — умер в должности[13].
- Пётр Диесперов (25 октября 1901 — 6 августа 1902) — переведён из Сельца Трубчевского уезда. Законоучитель Моревской земской школы в 1901—1906 годах[14].
- Алексей Зверев (6 августа 1902 — октябрь 1911) — бывший диакон церкви села Богословского в Блудове Орловского уезда. К праздникам Пасхи 1905 и 1906 годов был награждён набедренниками. К празднику Пасхи 1909 года за усердное исполнение пастырских обязанностей награждён скуфьёй. В октябре 1911 года переведён в село Юрасово Карачевского уезда[15][16][17][18].
- Григорий Георгиевский (20 октября 1911 — 18 марта 1916) — выпускник Орловской духовной семинарии. 29 января 1912 года рукоположен в сан диакона, 2 февраля — в сан священника. С 23 августа 1912 года — законоучитель Моревского начального училища. 2 октября 1915 года был назначен законоучителем начального училища деревни Бычки. В 1916 году переведён в село Бунино Болховского уезда[19][20][21][22][23].
- Евгений Надежин (13 мая 1916 — 30 января 1918) — выпускник Орловской духовной семинарии. 10 июня 1916 года рукоположен в сан диакона, 12 июня — в сан иерея. С 30 июля 1916 года — законоучитель начальных училищ села Морево и деревни Бычки. В 1918 году переведён в село Кирово Городище Кромского уезда[24][25][26][27].
- протоиерей Валерий Борисович Палкин (с начала 1990-х годов)

### Псаломщики
- Некрас Трофимов (1640-е годы)
- Павел Петров (упоминается в 1705—1707 годах)
- Андрей Максаков (? — 17 апреля 1901) — переведён в Троицкий собор Дмитровска[28].
- Александр Кружилин (10 мая 1901 — 9 декабря 1903) — бывший псаломщик села Трояново. Переведён в Казанский храм Дмитровска[29][30].
- Гавриил Воскресенский (3 февраля 1904 — ?) — бывший заштатный псаломщик села Соломино[31].
- Илья Тимофеевич Крутиков (17 марта 1908 — 7 августа 1913) — бывший псаломщик села Малое Боброво. Переведён в село Макарово[32][33].
- Георгий Красовский (сентябрь 1913 — 4 июня 1916) — бывший псаломщик села Спасское-Бибиково Мценского уезда. По прошению освобождён от своей должности[34][35].
- Яков Казаченко (12 августа 1916 — март 1917) — заштатный диакон. Переведён в село Чернавск Елецкого уезда[36][37].
- Илья Юрлов (ноябрь 1917 — 4 сентября 1918) — бывший крестьянин. Переведён в Рязанскую епархию. После ухода И. Юрлова место псаломщика пустовало как минимум до конца 1918 года[38][39].

### Церковные старосты
- Афанасий Парамонович Хайлов (21 декабря 1901 — 25 января 1905)[40]
- крестьянин Михаил Барский (25 января 1905 — 30 сентября 1906)[41]
- крестьянин Кузьма Никитин (30 сентября 1906 — 17 мая 1913)[42]
- крестьянин Михаил Барский (17 мая 1913 — ?)[43]